# No Man's Land (Pinter)
Pour les articles homonymes, voir No man's land (homonymie).
No Man's Land est une pièce de théâtre en deux actes du dramaturge et Prix Nobel de littérature anglais Harold Pinter. 
La pièce a été créée le 23 avril 1975 au Old Vic Theatre à Londres par le National Theatre dans une mise en scène de Peter Hall.
En France, la pièce a été créée le 29 mai 1979 par Roger Planchon au TNP Villeurbanne.
Le sujet : Hirst est un homme de lettres alcoolique vivant dans une belle maison que l’on suppose située à Hampstead, avec Foster et Briggs, respectivement son secrétaire et son serviteur (ou garde du corps), qui sont peut-être amants. Spooner, un poète raté et misérable, que Hirst a ramassé dans un pub de Hampstead et invité à boire un verre chez lui, va être hébergé par lui pour la nuit ; se réclamant de leur condition commune de poètes, à travers une compétition de réminiscences au moins partiellement imaginaires, il semble avoir connu Hirst à l’université et avoir partagé avec lui des relations avec des hommes et des femmes. Certains ont suggéré que le personnage de Spooner pouvait avoir été inspiré du poète Eddie Linden. Les quatre personnages portent des noms empruntés à des joueurs de cricket.

## TNP Villeurbanne,1979
- Mise en scène : Roger Planchon
- Texte Français : Éric Kahane
- Scénographie : Ezio Frigerio
- Costumes : Ezio Frigerio
- Lumières : André Diot
- Forster : André Marcon, puis Stéphane Jobert
- Brigs : Jean Bouise
- Spooner : Michel Bouquet
- Hirst : Guy Tréjan